# 10-я бригада ПВО
10-я бригада ПВО — воинское соединение вооружённых СССР в Великой Отечественной войне

## История
В составе действующей армии с 22 июня 1941 года по 1 сентября 1941 года.
По штату бригада должна была состоять из полка (5 дивизионов зенитных орудий среднего калибра (12 76-85-мм орудий в каждом)), 1 дивизиона орудий малого калибра (12 37-мм орудий) и 1 зенитно-пулемётного дивизиона.
По всей видимости, как и остальные две подобные бригады в Прибалтике, на начало войны формирование бригады не было завершено.
На 22 июня 1941 года базировалась в Риге, осуществляя воздушное прикрытие города и близлежащих районов. 5-й зенитный дивизион находился непосредственно в Риге, 144-й дивизион — в Валге, 110-й дивизион осуществлял прикрытие Митавы и аэродрома в ней.
С конца июня 1941 года отступает, очевидно на север и северо-запад.
На 4 июля 1941 года имела командного состава — 176, младшего командного состава — 272, рядового — 1774. Всего — 2222 человека. Орудий 85-мм — 24, 76-мм — 37, 40-мм — 16, 37-мм — 16, крупнокалиберных пулемётов — 2, счетверённых установок — 16, автомашин — 95, мотоциклов — 8, тракторов — 27, радиостанций — 9.
На 26 июля — Новгород, в своём составе имел:
2-й зенап (5 дивизионов) — 15 батарей, 24 76 мм пушки, 24 85 мм пушки, 60 % л/с от штата.
110-й д-н МЗА — 4 батареи, 8 37 мм пушек, 6 40 мм пушке, 70 % л/с от штата.
133-й пулбат — 2 роты, счетвёренных пул.установок — 11, 4 ДШК, 74 % л/с от штата.
6-й прожекторный б-н — одна прожрота, 12 прож.станций, 30 % л/с от штата, 7 прож.станций от 362-го д-на ПВО.
1 сентября 1941 года бригада расформирована. Управление бригады обращено на формирование 250-го отдельного зенитного артиллерийского дивизиона.

## Полное наименование
10-я бригада ПВО

## Состав
Состав бригады по разным источникам разнится, курсивом отмечены не совпадающие в разных источниках подразделения:
- 2-й зенитный артиллерийский полк (в действующей армии с 22 июня 1941 года по 1 сентября 1941 года, расформирован. Личный состав и материальная часть обращены на формирование 246-го и 250-го отдельных зенитных дивизионов)
- 5-й отдельный зенитный артиллерийский дивизион (в действующей армии с 22 июня 1941 года по 5 сентября 1941 года, расформирован. Личный состав и материальная часть обращены на формирование 250-го отдельного зенитного дивизиона)
- 29-й отдельный зенитный артиллерийский дивизион (в действующей армии с 22 июня 1941 года по 9 мая 1945 года)
- 110-й отдельный зенитный артиллерийский дивизион малокалиберной зенитной артиллерии (в действующей армии с 22 июня 1941 года по 19 августа 1941 года, расформирован) — точно находился в составе бригады
- 144-й отдельный зенитный артиллерийский дивизион (в действующей армии с 22 июня 1941 года по 17 октября 1941 года, расформирован)
- 362-й отдельный зенитный артиллерийский дивизион (в действующей армии с 1 августа 1941 года по 1 октября 1943 года и с 7 марта 1945 года по 9 мая 1945 года) — на 4 июля 1941 года в составе бригады не состоял.
- 133-й отдельный зенитный пулемётный батальон
- 29-й зенитный прожекторный батальон (в действующей армии с 22 июня 1941 года по 31 декабря 1943 года и с 22 июля 1944 года по 31 декабря 1944 года)
- 27-й батальон ВНОС (в действующей армии с 22 июня 1941 года по 27 декабря 1941 года, расформирован)
- 42-й батальон ВНОС (в действующей армии с 22 июня 1941 года по 16 октября 1944 года и с 1 февраля 1945 года по 9 мая 1945 года)
- 13-й дивизион аэростатов заграждения (в действующей армии с 22 июня 1941 года по 7 сентября декабря 1941 года, расформирован)
- 553-я отдельная рота связи (в действующей армии с 22 июня 1941 года по 1 сентября 1941 года, расформирован)

## Подчинение
| Дата       | Фронт (округ)                                    | Армия | Корпус | Примечания |
| ---------- | ------------------------------------------------ | ----- | ------ | ---------- |
| 22.06.1941 | Северо-Западный фронт (Северо-Западная зона ПВО) | -     | -      | -          |
| 01.07.1941 | Северо-Западный фронт (Северо-Западная зона ПВО) | -     | -      | -          |
| 10.07.1941 | Северо-Западный фронт (Северо-Западная зона ПВО) | -     | -      | -          |
| 01.08.1941 | Северо-Западный фронт (Северо-Западная зона ПВО) | -     | -      | -          |

## Командиры
- Удовыдченко М.И, полковник,